# كرومويل ديكسون
كرومويل ديكسون (بالإنجليزية: Cromwell Dixon) هو قائد منطاد ‏ أمريكي، ولد في 9 يوليو 1892 في سان فرانسيسكو في الولايات المتحدة، وتوفي في 2 أكتوبر 1911 في سبوكين في الولايات المتحدة.